# Các đội tuyển bóng đá quốc gia Việt Nam năm 2007
Dưới đây là lịch và kết quả thi đấu của một số đội tuyển bóng đá quốc gia Việt Nam các cấp trong năm 2007. Bàn thắng của các đội tuyển Việt Nam được liệt kê trước.

## Nam

### Đội tuyển nam quốc gia
Giải vô địch bóng đá Đông Nam Á 2007
| Ngày                                                                | Địa điểm           | Đối thủ   | Tỷ số | Vòng đấu          | Cầu thủ ghi bàn                                                                                     | Chi tiết |
| ------------------------------------------------------------------- | ------------------ | --------- | ----- | ----------------- | --------------------------------------------------------------------------------------------------- | -------- |
| 13 tháng 1                                                          | Kallang, Singapore | Singapore | 0–0   | Bảng B            | |          |
| 15 tháng 1                                                          | Kallang, Singapore | Indonesia | 1–0   | Bảng B            | - Supardi 35' (l.n.)                                                                                |          |
| 17 tháng 1                                                          | Kallang, Singapore | Lào       | 9–0   | Bảng B            | - Lê Công Vinh 1', 28', 58' - Phan Thanh Bình 29', 73' (ph.đ.), 81', 84' - Nguyễn Văn Biển 45', 90' |          |
| 24 tháng 1                                                          | Hà Nội, Việt Nam   | Thái Lan  | 0–2   | Bán kết (lượt đi) | |          |
| 28 tháng 1                                                          | Băng Cốc, Thái Lan | Thái Lan  | 0–0   | Bán kết (lượt về) | |          |
| Việt Nam xếp đồng hạng ba tại Giải vô địch bóng đá Đông Nam Á 2007. |                    |           |       |                   | |          |

Cúp bóng đá châu Á 2007
| Ngày                                                   | Địa điểm           | Đối thủ  | Tỷ số | Vòng đấu | Cầu thủ ghi bàn                            | Chi tiết |
| ------------------------------------------------------ | ------------------ | -------- | ----- | -------- | ------------------------------------------ | -------- |
| 8 tháng 7                                              | Hà Nội, Việt Nam   | UAE      | 2–0   | Bảng B   | - Huỳnh Quang Thanh 63' - Lê Công Vinh 73' | [ 1 ]    |
| 12 tháng 7                                             | Hà Nội, Việt Nam   | Qatar    | 1–1   | Bảng B   | - Phan Thanh Bình 32'                      | [ 2 ]    |
| 16 tháng 7                                             | Hà Nội, Việt Nam   | Nhật Bản | 1–4   | Bảng B   | - Suzuki 7' (l.n.)                         | [ 3 ]    |
| 21 tháng 7                                             | Băng Cốc, Thái Lan | Iraq     | 0–2   | Tứ kết   |                                            | [ 4 ]    |
| Việt Nam dừng chân tại tứ kết Cúp bóng đá châu Á 2007. |                    |          |       |          |                                            |          |

Vòng loại Giải vô địch bóng đá thế giới 2010 – Khu vực châu Á (Vòng 1)
| Ngày                                                                          | Địa điểm         | Đối thủ | Tỷ số | Vòng đấu | Cầu thủ ghi bàn | Chi tiết |
| ----------------------------------------------------------------------------- | ---------------- | ------- | ----- | -------- | --------------- | -------- |
| 8 tháng 10                                                                    | Hà Nội, Việt Nam | UAE     | 0–1   | Lượt đi  |                 |          |
| 28 tháng 10                                                                   | Abu Dhabi, UAE   | UAE     | 0–5   | Lượt về  |                 |          |
| Việt Nam dừng chân tại Vòng loại thứ nhất Giải vô địch bóng đá thế giới 2010. |                  |         |       |          |                 |          |

Giao hữu
| Ngày       | Địa điểm         | Đối thủ | Tỷ số | Vòng đấu | Cầu thủ ghi bàn                                                                         | Chi tiết |
| ---------- | ---------------- | ------- | ----- | -------- | --------------------------------------------------------------------------------------- | -------- |
| 24 tháng 6 | Hà Nội, Việt Nam | Jamaica | 3–0   | Giao hữu | - Lê Công Vinh 8' - Trần Đức Dương 65' - Nguyễn Anh Đức 88'                             |          |
| 30 tháng 6 | Hà Nội, Việt Nam | Bahrain | 5–3   | Giao hữu | - Lê Công Vinh 12', 16' - Mai Tiến Thành 52' - Phan Thanh Bình 76' - Nguyễn Anh Đức 87' |          |

#### Cầu thủ khoác áo đội tuyển quốc gia
| - |  | Bùi Quang Huy           | 24 tháng 7 năm 1982  | 4 0(0)  | ĐPM Nam Định          |  |  |  |
| - |  | Dương Hồng Sơn          | 20 tháng 1 năm 1982  | 9 0(0)  | TCDK Sông Lam Nghệ An |  |  |  |
|   |  |                         |                      |         |                       |  |  |  |
| - |  | Huỳnh Quang Thanh       | 4 tháng 6 năm 1984   | 10 0(1) | Becamex Bình Dương    |  |  |  |
| - |  | Vũ Như Thành            | 28 tháng 8 năm 1981  | 13 0(0) | Becamex Bình Dương    |  |  |  |
| - |  | Nguyễn Huy Hoàng        | 4 tháng 1 năm 1981   | 12 0(0) | TCDK Sông Lam Nghệ An |  |  |  |
| - |  | Nguyễn Văn Biển         |                      | 5 0(2)  | ĐPM Nam Định          |  |  |  |
| - |  | Phùng Văn Nhiên         | 23 tháng 11 năm 1982 | 11 0(0) | ĐPM Nam Định          |  |  |  |
| - |  | Nguyễn Minh Đức         |                      | 1 0(0)  | TCDK Sông Lam Nghệ An |  |  |  |
| - |  | Châu Phong Hòa          | 1 tháng 1 năm 1985   | 3 0(0)  | Đồng Tháp             |  |  |  |
| - |  | Đoàn Việt Cường         | 1 tháng 1 năm 1985   | 3 0(0)  | Đồng Tháp             |  |  |  |
| - |  | Nguyễn Thành Long Giang |                      | 1 0(0)  | Tiền Giang            |  |  |  |
|   |  |                         |                      |         |                       |  |  |  |
| - |  | Phạm Hùng Dũng          | 8 tháng 9 năm 1978   | 2 0(0)  | Đà Nẵng               |  |  |  |
| - |  | Lê Tấn Tài              | 26 tháng 3 năm 1984  | 13 0(0) | Khatoco Khánh Hòa     |  |  |  |
| - |  | Nguyễn Minh Phương      | 5 tháng 7 năm 1980   | 12 0(0) | Đồng Tâm Long An      |  |  |  |
| - |  | Lê Hồng Minh            | 15 tháng 9 năm 1978  | 5 0(0)  | Đà Nẵng               |  |  |  |
| - |  | Trần Đức Dương          | 2 tháng 5 năm 1983   | 7 0(1)  | ĐPM Nam Định          |  |  |  |
| - |  | Thạch Bảo Khanh         | 25 tháng 4 năm 1979  | 4 0(0)  | Thể Công              |  |  |  |
| - |  | Nguyễn Vũ Phong         | 18 tháng 12 năm 1985 | 10 0(0) | Becamex Bình Dương    |  |  |  |
| - |  | Nguyễn Hữu Thắng        |                      | 3 0(0)  | Becamex Bình Dương    |  |  |  |
| - |  | Mai Tiến Thành          | 16 tháng 3 năm 1986  | 4 0(1)  | Halida Thanh Hóa      |  |  |  |
| - |  | Nguyễn Minh Chuyên      | 11 tháng 9 năm 1985  | 5 0(0)  | TMN Cảng Sài Gòn      |  |  |  |
| - |  | Phùng Công Minh         | 8 tháng 3 năm 1985   | 4 0(0)  | Becamex Bình Dương    |  |  |  |
| - |  | Phan Văn Tài Em         | 23 tháng 4 năm 1982  | 6 0(0)  | Đồng Tâm Long An      |  |  |  |
| - |  | Trần Trường Giang       |                      | 1 0(0)  | Becamex Bình Dương    |  |  |  |
|   |  |                         |                      |         |                       |  |  |  |
| - |  | Phan Thanh Bình         | 1 tháng 11 năm 1986  | 13 0(6) | Đồng Tháp             |  |  |  |
| - |  | Lê Công Vinh            | 12 tháng 10 năm 1985 | 13 0(7) | TCDK Sông Lam Nghệ An |  |  |  |
| - |  | Đặng Phương Nam         |                      | 2 0(0)  | Thể Công              |  |  |  |
| - |  | Đặng Văn Thành          |                      | 1 0(0)  | Hải Phòng             |  |  |  |
| - |  | Nguyễn Anh Đức          | 25 tháng 1 năm 1985  | 6 0(2)  | Becamex Bình Dương    |  |  |  |
| - |  | Huỳnh Phúc Hiệp         | 3 tháng 6 năm 1988   | 2 0(0)  | Tiền Giang            |  |  |  |

### Đội tuyển U-23, Olympic quốc gia
Vòng loại bóng đá nam Thế vận hội Mùa hè 2008 – Khu vực châu Á (Vòng 1)
| Ngày                                                                                          | Địa điểm           | Đối thủ     | Tỷ số | Vòng đấu | Cầu thủ ghi bàn                                     | Chi tiết |
| --------------------------------------------------------------------------------------------- | ------------------ | ----------- | ----- | -------- | --------------------------------------------------- | -------- |
| 14 tháng 2                                                                                    | Nam Định, Việt Nam | Afghanistan | 2–0   | Một lượt | - Huỳnh Phúc Hiệp 34' (ph.đ.) - Nguyễn Vũ Phong 46' | [ 5 ]    |
| Việt Nam lọt vào Vòng loại thứ hai môn Bóng đá nam Thế vận hội Mùa hè 2008 – Khu vực châu Á . |                    |             |       |          |                                                     |          |

Vòng loại bóng đá nam Thế vận hội Mùa hè 2008 – Khu vực châu Á (Vòng 2)
| Ngày | Địa điểm            | Đối thủ   | Tỷ số | Vòng đấu | Cầu thủ ghi bàn                                    | Chi tiết |
| --- | ------------------- | --------- | ----- | -------- | -------------------------------------------------- | -------- |
| 28 tháng 2 | Nam Định, Việt Nam  | Liban     | 2–0   | Bảng C   | - Lê Công Vinh 34' (ph.đ.) - Huỳnh Phúc Hiệp 90+2' |          |
| 14 tháng 3 | Makassar, Indonesia | Indonesia | 1–0   | Bảng C   | - Lê Công Vinh 76'                                 |          |
| 28 tháng 3 | Muscat, Oman        | Oman      | 1–3   | Bảng C   | - Phan Thanh Bình 89'                              |          |
| 18 tháng 4 | Hà Nội, Việt Nam    | Oman      | 2–0   | Bảng C   | - Nguyễn Vũ Phong 2' - Nguyễn Minh Chuyên 31'      |          |
| 16 tháng 5 | Beirut, Liban       | Liban     | 0–1   | Bảng C   |                                                    |          |
| 6 tháng 6 | Hà Nội, Việt Nam    | Indonesia | 2–1   | Bảng C   | - Nguyễn Vũ Phong 7', 90+3'                        |          |
| Việt Nam đứng đầu Bảng C và lọt vào Vòng loại thứ ba môn Bóng đá nam Thế vận hội Mùa hè 2008 – Khu vực châu Á . |                     |           |       |          |                                                    |          |

Vòng loại bóng đá nam Thế vận hội Mùa hè 2008 – Khu vực châu Á (Vòng 3)
| Ngày                                                                                                  | Địa điểm            | Đối thủ     | Tỷ số | Vòng đấu | Cầu thủ ghi bàn       | Chi tiết |
| --- | ------------------- | ----------- | ----- | -------- | --------------------- | -------- |
| 22 tháng 8                                                                                            | Tokyo, Nhật Bản     | Nhật Bản    | 0–1   | Bảng C   |                       |          |
| 8 tháng 9                                                                                             | Hà Nội, Việt Nam    | Qatar       | 1–1   | Bảng C   | - Nguyễn Vũ Phong 13' |          |
| 12 tháng 9                                                                                            | Hà Nội, Việt Nam    | Ả Rập Xê Út | 1–1   | Bảng C   | - Lê Công Vinh 65'    |          |
| 17 tháng 10                                                                                           | Dammam, Ả Rập Xê Út | Ả Rập Xê Út | 0–2   | Bảng C   |                       |          |
| 17 tháng 11                                                                                           | Hà Nội, Việt Nam    | Nhật Bản    | 0–4   | Bảng C   |                       |          |
| 21 tháng 11                                                                                           | Doha, Qatar         | Qatar       | 1–3   | Bảng C   | - Lê Công Vinh 80'    |          |
| Việt Nam xếp cuối Bảng C, không thể giành quyền tham dự Giải bóng đá nam tại Thế vận hội Mùa hè 2008. |                     |             |       |          |                       |          |

Agribank Cup 2007
| Ngày                                       | Địa điểm         | Đối thủ            | Tỷ số | Vòng đấu | Cầu thủ ghi bàn                             | Chi tiết |
| ------------------------------------------ | ---------------- | ------------------ | ----- | -------- | ------------------------------------------- | -------- |
| 1 tháng 11                                 | Hà Nội, Việt Nam | Olympic Uzbekistan | 1–2   | Vòng 1   | - Phan Thanh Bình 67'                       | [ 6 ]    |
| 3 tháng 11                                 | Hà Nội, Việt Nam | U-23 Zimbabwe      | 2–0   | Vòng 2   | - Phùng Công Minh 7' - Nguyễn Quang Hải 76' |          |
| 5 tháng 11                                 | Hà Nội, Việt Nam | Olympic Phần Lan   | 1–2   | Vòng 3   | - Lê Tấn Tài 47'                            | [ 7 ]    |
| Việt Nam xếp thứ ba tại Agribank Cup 2007. |                  |                    |       |          |                                             |          |

Đại hội Thể thao Đông Nam Á 2007
| Ngày                                                      | Địa điểm                    | Đối thủ   | Tỷ số       | Vòng đấu      | Cầu thủ ghi bàn                                                                             | Chi tiết |
| --------------------------------------------------------- | --------------------------- | --------- | ----------- | ------------- | ------------------------------------------------------------------------------------------- | -------- |
| 1 tháng 12                                                | Nakhon Ratchasima, Thái Lan | Malaysia  | 3–1         | Bảng B        | - Lê Công Vinh 46', 62' - Võ Duy Nam 79'                                                    |          |
| 3 tháng 12                                                | Nakhon Ratchasima, Thái Lan | Singapore | 2–3         | Bảng B        | - Phan Thanh Bình 54' - Lê Công Vinh 90+2' (ph.đ.)                                          |          |
| 8 tháng 12                                                | Nakhon Ratchasima, Thái Lan | Lào       | 2–1         | Bảng B        | - Đoàn Việt Cường 23' - Phan Thanh Bình 44'                                                 |          |
| 11 tháng 12                                               | Nakhon Ratchasima, Thái Lan | Myanmar   | 0–0 (1–3 p) | Bán kết       | Loạt sút luân lưu - Lê Công Vinh - Nguyễn Vũ Phong - Mai Xuân Hợp - Nguyễn Thành Long Giang |          |
| 14 tháng 12                                               | Nakhon Ratchasima, Thái Lan | Singapore | 0–5         | Tranh hạng ba |                                                                                             |          |
| Việt Nam xếp thứ tư tại Đại hội Thể thao Đông Nam Á 2007. |                             |           |             |               |                                                                                             |          |

### Đội tuyển U-19, U-20 quốc gia
Giải vô địch bóng đá U-20 Đông Nam Á 2007
| Ngày                                                        | Địa điểm                        | Đối thủ   | Tỷ số | Vòng đấu  | Cầu thủ ghi bàn                                                                                             | Chi tiết |
| ----------------------------------------------------------- | ------------------------------- | --------- | ----- | --------- | --- | -------- |
| 31 tháng 7                                                  | Thành phố Hồ Chí Minh, Việt Nam | Campuchia | 5–0   | Bảng B    | - Hoàng Văn Bình 51' - Nguyễn Đình Hiệp 63' - Nguyễn Văn Quân 85' - Trần Tấn Đạt 86' - Trần Mạnh Dũng 90+2' |          |
| 2 tháng 8                                                   | Thành phố Hồ Chí Minh, Việt Nam | Thái Lan  | 1–1   | Bảng B    | - Nguyễn Hồng Việt 37'                                                                                      |          |
| 4 tháng 8                                                   | Thành phố Hồ Chí Minh, Việt Nam | Brunei    | 6–0   | Bảng B    | - Nguyễn Văn Quân 47', 83' - Hoàng Văn Bình 55' - Nguyễn Đình Hiệp 65', 68', 86'                            |          |
| 7 tháng 8                                                   | Thành phố Hồ Chí Minh, Việt Nam | Myanmar   | 3–1   | Bán kết   | - Nguyễn Đình Hiệp 30' - Nguyễn Hồng Việt 40' (ph.đ.) - Phạm Văn Quý 81'                                    |          |
| 9 tháng 8                                                   | Thành phố Hồ Chí Minh, Việt Nam | Malaysia  | 1–0   | Chung kết | - Nguyễn Đức Nhân 7'                                                                                        | [ 8 ]    |
| Việt Nam vô địch Giải vô địch bóng đá U-20 Đông Nam Á 2007. |                                 |           |       |           | |          |

Vòng loại Giải vô địch bóng đá U-19 châu Á 2008
| Ngày                                                                                             | Địa điểm                        | Đối thủ   | Tỷ số | Vòng đấu | Cầu thủ ghi bàn | Chi tiết |
| ------------------------------------------------------------------------------------------------ | ------------------------------- | --------- | ----- | -------- | --- | -------- |
| 8 tháng 11                                                                                       | Thành phố Hồ Chí Minh, Việt Nam | Úc        | 0–2   | Bảng G   | |          |
| 10 tháng 11                                                                                      | Thành phố Hồ Chí Minh, Việt Nam | Indonesia | 0–2   | Bảng G   | |          |
| 12 tháng 11                                                                                      | Thành phố Hồ Chí Minh, Việt Nam | Hàn Quốc  | 1–4   | Bảng G   | - Hoàng Văn Bình 27' |          |
| 14 tháng 11                                                                                      | Thành phố Hồ Chí Minh, Việt Nam | Guam      | 17–0  | Bảng G   | - Trần Thế Vương 2', 70', 75' - Nguyễn Văn Quân 4', 12', 25' - Hoàng Danh Ngọc 17' - Trần Mạnh Dũng 45' - Nguyễn Đình Hiệp 48', 63', 85', 86', 88' - Nguyễn Trọng Hoàng 71', 80', 84', 90+1' |          |
| Việt Nam xếp thứ tư Bảng G, không thể giành quyền tham dự Giải vô địch bóng đá U-19 châu Á 2008. |                                 |           |       |          | |          |

### Đội tuyển U-16, U-17 quốc gia
Giải vô địch bóng đá U-17 Đông Nam Á 2007
| Ngày                                                                  | Địa điểm              | Đối thủ   | Tỷ số       | Vòng đấu      | Cầu thủ ghi bàn                                 | Chi tiết |
| --------------------------------------------------------------------- | --------------------- | --------- | ----------- | ------------- | ----------------------------------------------- | -------- |
| 20 tháng 8                                                            | Phnôm Pênh, Campuchia | Singapore | 2–0         | Bảng B        | - Nguyễn Đình Quý 9' - Giang Trần Quách Tân 52' |          |
| 24 tháng 8                                                            | Phnôm Pênh, Campuchia | Myanmar   | 1–0         | Bảng B        | - Nguyễn Ngọc Long 48 '                         |          |
| 28 tháng 8                                                            | Phnôm Pênh, Campuchia | Lào       | 2–4         | Bảng B        | - Hoàng Văn Nhuận 15' - Nguyễn Minh Tùng 88'    |          |
| 30 tháng 8                                                            | Phnôm Pênh, Campuchia | Thái Lan  | 0–2         | Bán kết       |                                                 |          |
| 1 tháng 9                                                             | Phnôm Pênh, Campuchia | Indonesia | 1–1 (4–3 p) | Tranh hạng ba | - Giang Trần Quách Tân 29' Loạt sút luân lưu    | [ 8 ]    |
| Việt Nam giành hạng ba tại Giải vô địch bóng đá U-17 Đông Nam Á 2007. |                       |           |             |               |                                                 |          |

Vòng loại Giải vô địch bóng đá U-16 châu Á 2008
| Ngày                                                                                              | Địa điểm           | Đối thủ   | Tỷ số | Vòng đấu | Cầu thủ ghi bàn       | Chi tiết |
| ------------------------------------------------------------------------------------------------- | ------------------ | --------- | ----- | -------- | --------------------- | -------- |
| 24 tháng 10                                                                                       | Jakarta, Indonesia | Campuchia | 1–1   | Bảng F   | - Huỳnh Văn Thành 58' |          |
| 28 tháng 10                                                                                       | Jakarta, Indonesia | Hồng Kông | 0–0   | Bảng F   |                       |          |
| 1 tháng 11                                                                                        | Jakarta, Indonesia | Lào       | 1–2   | Bảng F   | - Hoàng Văn Nhuận 10' |          |
| 3 tháng 11                                                                                        | Jakarta, Indonesia | Indonesia | 1–4   | Bảng F   | - Nguyễn Dinh Lợi 62' |          |
| 5 tháng 11                                                                                        | Jakarta, Indonesia | Nhật Bản  | 0–4   | Bảng F   |                       |          |
| Việt Nam xếp thứ năm Bảng F, không thể giành quyền tham dự Giải vô địch bóng đá U-16 châu Á 2008. |                    |           |       |          |                       |          |

## Nữ

### Đội tuyển nữ quốc gia
Vòng loại bóng đá nữ Thế vận hội Mùa hè 2008 – Khu vực châu Á (Vòng 1)
| Ngày | Địa điểm           | Đối thủ   | Tỷ số | Vòng đấu | Cầu thủ ghi bàn                                                                            | Chi tiết |
| --- | ------------------ | --------- | ----- | -------- | ------------------------------------------------------------------------------------------ | -------- |
| 19 tháng 2 | Băng Cốc, Thái Lan | Thái Lan  | 0–1   | Bảng B   |                                                                                            | [ 9 ]    |
| 21 tháng 2 | Băng Cốc, Thái Lan | Maldives  | 5–0   | Bảng B   | - Văn Thị Thanh 16' (ph.đ.) - Bùi Thị Tuyết Mai 19', 33', 58' - Nguyễn Thị Minh Nguyệt 50' | [ 10 ]   |
| 23 tháng 2 | Băng Cốc, Thái Lan | Singapore | 3–0   | Bảng B   | - Bùi Thị Tuyết Mai 18', 22', 72'                                                          | [ 11 ]   |
| Việt Nam xếp nhì Bảng B và lọt vào Vòng loại thứ hai môn Bóng đá nữ Thế vận hội Mùa hè 2008 – Khu vực châu Á. |                    |           |       |          |                                                                                            |          |

Vòng loại bóng đá nữ Thế vận hội Mùa hè 2008 – Khu vực châu Á (Vòng 2)
| Ngày                                                                                                 | Địa điểm            | Đối thủ  | Tỷ số | Vòng đấu | Cầu thủ ghi bàn        | Chi tiết |
| --- | ------------------- | -------- | ----- | -------- | ---------------------- | -------- |
| 7 tháng 4                                                                                            | Tokyo, Nhật Bản     | Nhật Bản | 0–2   | Bảng A   |                        |          |
| 15 tháng 4                                                                                           | Hải Phòng, Việt Nam | Hàn Quốc | 1–2   | Bảng A   | - Đoàn Thị Kim Chi 25' |          |
| 3 tháng 6                                                                                            | Hải Phòng, Việt Nam | Thái Lan | 1–0   | Bảng A   | - Nhiêu Thùy Linh 41'  |          |
| 10 tháng 6                                                                                           | Băng Cốc, Thái Lan  | Thái Lan | 0–5   | Bảng A   |                        |          |
| 4 tháng 8                                                                                            | Hải Phòng, Việt Nam | Nhật Bản | 0–8   | Bảng A   |                        |          |
| 12 tháng 8                                                                                           | Cheongju, Hàn Quốc  | Hàn Quốc | 1–2   | Bảng A   | - Đỗ Thị Ngọc Châm 32' |          |
| Việt Nam xếp cuối Bảng A, không thể giành quyền tham dự Giải bóng đá nữ tại Thế vận hội Mùa hè 2008. |                     |          |       |          |                        |          |

Giải vô địch bóng đá nữ Đông Nam Á 2007
| Ngày                                                                | Địa điểm        | Đối thủ     | Tỷ số | Vòng đấu      | Cầu thủ ghi bàn | Chi tiết |
| ------------------------------------------------------------------- | --------------- | ----------- | ----- | ------------- | --- | -------- |
| 7 tháng 9                                                           | Yangon, Myanmar | Philippines | 9–0   | Bảng A        | - Đoàn Thị Kim Chi 3' (ph.đ.) - Văn Thị Thanh 6' - Bùi Thị Tuyết Mai ?' - Đỗ Thị Ngọc Châm ?', ?', ?' - Lê Thị Thương ?', ?' - Lê Thị Hồng Nga ?' | [ 12 ]   |
| 15 tháng 4                                                          | Yangon, Myanmar | Malaysia    | 9–0   | Bảng A        | - Đoàn Thị Kim Chi 8', 25' - Đỗ Thị Ngọc Châm 26', 33', 34', ?', ?' - Nguyễn Thị Kim Tiến 58' - Lê Thị Hồng Nga 80'                               | [ 13 ]   |
| 3 tháng 6                                                           | Yangon, Myanmar | Indonesia   | 8–0   | Bảng A        | - Nhiêu Thùy Linh 41' | [ 14 ]   |
| 10 tháng 6                                                          | Yangon, Myanmar | Thái Lan    | 0–3   | Bán kết       | | [ 15 ]   |
| 4 tháng 8                                                           | Yangon, Myanmar | Malaysia    | 6–0   | Tranh hạng ba | - Đỗ Thị Ngọc Châm 8' - Nguyễn Thị Kim Tiến 21' - Lê Thị Hồng Nga 26' - Đào Thị Miện 71' - Trần Thị Kim Hồng 76' - Bùi Thị Tuyết Mai 79'          | [ 16 ]   |
| Việt Nam giành hạng ba tại Giải vô địch bóng đá nữ Đông Nam Á 2007. |                 |             |       |               | |          |

Giải bóng đá nữ quốc tế Than Khoáng sản Việt Nam 2007
| Ngày                                                                    | Địa điểm             | Đối thủ                  | Tỷ số       | Vòng đấu  | Cầu thủ ghi bàn | Chi tiết |
| ----------------------------------------------------------------------- | -------------------- | ------------------------ | ----------- | --------- | --- | -------- |
| 26 tháng 10                                                             | Quảng Ninh, Việt Nam | Than Khoáng sản Việt Nam | 0–0         | Vòng 1    | | [ 17 ]   |
| 28 tháng 10                                                             | Quảng Ninh, Việt Nam | Sơn Đông                 | 0–2         | Vòng 2    | | [ 18 ]   |
| 30 tháng 10                                                             | Quảng Ninh, Việt Nam | Đài Bắc Trung Hoa        | 6–0         | Vòng 3    | - Nguyễn Thị Mai Lan 2' - Bùi Thị Tuyết Mai 7', 33', 65' - Nguyễn Thị Hương 37' - Văn Thị Thanh 75'                       | [ 19 ]   |
| 3 tháng 11                                                              | Quảng Ninh, Việt Nam | Lào                      | 10–0        | Vòng 5    | - Văn Thị Thanh 10' - Đỗ Thị Ngọc Châm - Bùi Thị Tuyết Mai - Nhiêu Thuỳ Linh - Trần Thị Kim Hồng - Nguyễn Thị Minh Nguyệt | [ 20 ]   |
| 5 tháng 11                                                              | Quảng Ninh, Việt Nam | Sơn Đông                 | 0–0 (4–3 p) | Chung kết | Loạt sút luân lưu - Văn Thị Thanh - Đoàn Thị Kim Chi - Trần Thị Kim Hồng                                                  | [ 21 ]   |
| Việt Nam vô địch Giải bóng đá nữ quốc tế Than Khoáng sản Việt Nam 2007. |                      |                          |             |           | |          |

Đại hội Thể thao Đông Nam Á 2007
| Ngày                                                                | Địa điểm                    | Đối thủ     | Tỷ số        | Vòng đấu  | Cầu thủ ghi bàn | Chi tiết |
| ------------------------------------------------------------------- | --------------------------- | ----------- | ------------ | --------- | --- | -------- |
| 5 tháng 12                                                          | Nakhon Ratchasima, Thái Lan | Philippines | 10–0         | Bảng A    | - Đỗ Thị Ngọc Châm 19', 33', 39', 44' - Đoàn Thị Kim Chi 23', 36' - Trần Thị Kim Hồng 53' - Nguyễn Thị Minh Nguyệt 61', 76' - Bùi Thị Tuyết Mai 78' |          |
| 8 tháng 12                                                          | Nakhon Ratchasima, Thái Lan | Lào         | 4–1          | Bảng A    | - Bùi Thị Tuyết Mai 2' - Inthasvong 45' (l.n.) - Vũ Thị Huyền Linh 62' - Nguyễn Thị Minh Nguyệt 72'                                                 |          |
| 10 tháng 12                                                         | Nakhon Ratchasima, Thái Lan | Myanmar     | 2–1 (s.h.p.) | Bán kết   | - Đoàn Thị Kim Chi 49' - Nguyễn Thị Minh Nguyệt 101'                                                                                                |          |
| 13 tháng 12                                                         | Nakhon Ratchasima, Thái Lan | Thái Lan    | 0–2          | Chung kết | |          |
| Việt Nam giành huy chương bạc tại Đại hội Thể thao Đông Nam Á 2007. |                             |             |              |           | |          |